# شهرستان استوبین (نیویورک)
شهرستان استوبین، نیویورک (به انگلیسی: Steuben County, New York) یک سکونتگاه مسکونی در ایالات متحده آمریکا است که در ایالت نیویورک واقع شده‌است.

## خصوصیات
شهرستان استوبین ۳٬۶۳۶٫۳۶ کیلومترمربع مساحت دارد.